# Horná Poruba
Horná Poruba este o comună slovacă, aflată în districtul Ilava din regiunea Trenčín. Localitatea se află la altitudinea de 410 m deasupra n.m., se întinde pe o suprafață de 13,69 km2 și în 2017 număra 1.076 de locuitori.

## Istoric
Localitatea Horná Poruba este atestată documentar din 1355.

## Demografie
| An:                | 1994 | 2004   | 2014   | 2024   |
| ------------------ | ---- | ------ | ------ | ------ |
| Număr de persoane: | 1109 | 1093   | 1073   | 1104   |
| Diferență:         |      | −1,44% | −1,82% | +2,88% |

| An:                | 2023 | 2024   |
| ------------------ | ---- | ------ |
| Număr de persoane: | 1110 | 1104   |
| Diferență:         |      | −0,54% |